# Dose sans effet nocif observable
La dose sans effet nocif observable (DSENO), appelée aussi « dose sans effet toxique », « dose maximale sans effet » ou « dose maximale sans effet néfaste observable » (en anglais : No Observable Adverse Effect Level, NOAEL), est la dose la plus élevée d’une substance chimique ne produisant aucun effet nocif observable au cours d'une étude de toxicité.
C'est une unité de mesure utilisée en toxicologie et radiotoxicologie et plus particulièrement dans le domaine des faibles doses.
L'Agence américaine des produits alimentaires et médicamenteux (FDA), dans ses recommandations, utilise la dose sans effet nocif observable (plutôt que la dose sans effet observable) pour le calcul de base de la première dose d'exposition chez l’homme.